# Hauteroche (Jura)
Hauteroche község Franciaország Burgundia-Franche-Comté régiójában, Jura megyében. Új községként 2016. január 1-jén jött létre a korábbi Crançot, Granges-sur-Baume és Mirebel község egyesítésével. A korábbi községek egyesülésekor az új község lélekszáma 994 fő lett. Lakosainak száma 977 fő (2022. január 1.).

## Népesség
| Lakosok száma | 951  | 960  | 969  | 973  | 976  | 977  |
|               | 2017 | 2018 | 2019 | 2020 | 2021 | 2022 |